# 福建分巡臺灣兵備道
福建分巡臺灣兵備道設置於1767年，前身為福建分巡臺灣道，是臺灣道的主官正式官職，即臺灣清朝統治地區的實際統治者。此官職名稱又稱為臺道或亦可稱為臺灣道、分巡臺灣道。
分巡臺灣兵備道與官銜前身分巡臺灣道最大不同在予明確加授臺灣清領區軍權，而道署仍設於臺南。另外，臺灣清治時期的這階段，與稍早相同，臺灣西部仍為福建省所管轄，主官皆為外地輪調。1791年，萬鍾傑任職期間，福建分巡臺灣兵備道再度升格為按察使銜分巡臺灣兵備道。
福建分巡臺灣兵備道就職位等級來說，屬道員之正四品文官。

## 歷任
以下為歷任福建分巡臺灣兵備道姓名及上任日期等資料。
- 張珽：1766年，擢分巡臺灣道，兼理學政。
- 孫孝瑜：1768年上任
- 余文儀：1768年
- 蔣允焄：字為光，號金竹，本籍貴州，清朝官員，1769年升臺灣道。
- 奇寵格：滿洲鑲白旗人，1771年
- 碩善：1774年
- 成城：1774（或1775年）
- 馮廷丞：1775年
- 蔣元樞：1775年，知臺灣府事，1776年任分巡臺灣道，兼理學政。
- 張棟：1777年
- 俞成：1780年
- 蘇泰：1781年
- 穆和藺：1782年任分巡臺灣道，兼理學政。
- 楊廷樺：1782年
- 李俊原：1783年（未到任派實，遭革職論處）
- 孫景燧：1784年到任，1786年，林爽文事變遇害。
- 永福：1783年
- 楊廷理：1788年以臺灣知府護理臺灣道。
- 王右弼：1788年